# Blythipicus
Blythipicus – rodzaj ptaków z podrodziny dzięciołów (Picinae) w rodzinie dzięciołowatych (Picidae).

## Zasięg występowania
Rodzaj obejmuje gatunki występujące w orientalnej Azji.

## Morfologia
Długość ciała 23–30 cm; masa ciała 64–170 g.

## Systematyka

### Etymologia
- Venilia: w mitologii rzymskiej Venilia była piękną nimfą, żoną Janusa i matką Canens[7]. Gatunek typowy: Hemicircus rubiginosus Swainson, 1837; młodszy homonim Venilia Rafinesque, 1815 (Crustacea).
- Blythipicus: Edward Blyth (1810–1873), angielski zoolog, kustosz Museum of the Asiatic Society of Bengal w Kolkacie; łac. picus „dzięcioł”[7].
- Plinthopicus: gr. πλινθος plinthos „cegła” (tj. kolory cegły); nowogr. πικος pikos „dzięcioł”, od łac. picus „dzięcioł”[7]. Gatunek typowy: Hemicircus rubiginosus Swainson, 1837.
- Pyrrhopicus: gr. πυρρος purrhos „koloru płomienia, czerwony”, od πυρ pur, πυρος puros „ogień”[7]. Gatunek typowy: Picus pyrrhotis Hodgson, 1837.
- Lepocestes: gr. λεπος lepos „łuska, skórka”, od λεπω lepō „łuszczyć się”; κεω keō „dzielić”[7]. Nowa nazwa dla Blythipicus Bonaparte, 1854 ze względu na puryzm.
- Phloistes: gr. φλοιστης phloistēs „skrobak kory”, od φλοιος phloios „kora drzewa”, od φλεω phleō „obfitować”; ἱζω hizō „usiąść, posadzić”[7]. Gatunek typowy: Picus pyrrhotis Hodgson, 1837.

### Podział systematyczny
Do rodzaju należą następujące gatunki:
- Blythipicus rubiginosus (Swainson, 1837) – drewniak ciemny
- Blythipicus pyrrhotis (Hodgson, 1837) – drewniak kasztanowaty